# Christy Carlson Romano
Christy Carlson Romano (Christy Michelle Romano, Milford, Connecticut, 20 de março de 1984) é uma atriz , cantora e dubladora estado-unidense. Ela é mais conhecida por seus papel na série original do Disney Channel Even Stevens como a protagonista Ren Stevens e por dublar Kimberly/Kim Ann Possible no desenho animado Kim Possible, assim como adquiriu um número considerável de admiradores ao emprestar a sua voz para a personagem Yuffie Kisaragi em Final Fantasy VII: Advent Children.

## Trabalhos

### Séries e Filmes
- Mirrors 2 (2010) ..... Jenna McCarthy
- Dylan's World-The Movie (2005-2008) ..... Chris
- Um casal Quase Perfeito 2 (2006) ..... Jackie Dorsey
- Um casal Quase Perfeito 3 (2008) ..... Jackie Dorsey
- Dylan's World (2005-Previsto até 2010) ....Chris
- Taking 5 (2007) (filming) .... Danielle
- Movin' In (2007) (filming) .... Ann Beck
- The Legend of Secret Pass (2007) (post-production) (voz) .... Nica
- Casper's Scare School (2006) (TV) (voz) .... Mantha
- Family Guy .... Quagmire's One-Night-Stand (2006) (1 episódio)
- The Cutting Edge 2: Going for the Gold (2006) (V) .... Jackie Dorsey
- Final Fantasy VII: Advent Children (2005) (voz: versão inglesa) .... Yuffie Kisaragi
- Lilo & Stitch: The Series .... Kim Possible (2005) (1 episódio)
- Campus Confidential (2005) (TV) .... Violet Jacobs
- Summerland .... Gigi (2005) (1 episódio)
- Kim Possible O Drama do Amor (2005) (TV) (voz) .... Kimberly Ann "Kim" Possible
- Joan of Arcadia .... Officious Hall Monitor God (2004) (1 episódio)
- Kim Possible: A Sitch in Time (2003) (TV) (voz) .... Kimberly Ann "Kim" Possible
- Kim Possible: The Secret Files (2003) (V) (voz) .... Kimberly Ann "Kim" Possible
- The Even Stevens Movie (2003) (TV) .... Ren Stevens
- Kim Possible (2002-2007) (TV) (voz) .... Kimberly Ann "Kim" Possible
- Even Stevens (2000-2003) .... Ren Stevens
- Kim Possible: Revenge of Monkey Fist (2002) (VG) (voz) .... Kimberly Ann "Kim" Possible
- Kingdom Hearts (2002) (VG) (voz) .... Yuffie Kisaragi
- Cadet Kelly (2002) (TV) (como Christy Romano) .... Cadet Captain Jennifer Stone
- Looking for an Echo (2000) .... Tina Pirelli
- The Prophecy 3: The Ascent (2000) (V) (uncredited) .... Girl who talks to him somewhere in it
- The Guiding Light (1952) Séries de TV .... Erica #1 (episódios desconhecidos, 1999)
- Into His Arms (1999) .... Cara Richards
- Goosed (1999) (como Christy Romano) .... Gail
- Henry Fool (1997) (como Christy Romano) .... Pearl (14 anos)
- Everyone Says I Love You (1996) (como Christy Romano) .... Trick-or-Treat Child
- The Many Trials of Tammy B (1996) (TV) .... Dani

## Discografia

### Álbums
- Christy Carlson Romano: Greatest Disney TV & Film Hits (2004-lançado pela Walt Disney Records)
- Friday Night (2008-lançado pela Nood Music Entertainment)
- Disney Channel Holiday (Músicas de Natal lançada pela Disney)

### MySpace Music
Shared Songs (in order of when released):
1. The Problem - November 2005 - March 2006
2. Simple - November 2005 - February 2006
3. Promise - November 2005 - present (co-written with Stacy Jones)
4. Headphones On - November 2005 - January/February 2006
5. We'll Awaken - March 2006 - June 2006 (following The Cutting Edge 2 TV premiere)
6. Hope - March 2006
7. Closer to Closure - March 2006 - June 2006
8. Junky Love - June 2006 - September 2006
9. Just A Song - June 2006 - September 2006
10. She Waits - September 2006
11. A Boy Like You - September 2006 - November 2006
12. Changd - September 2006 - November 2006
13. No Such Thing - September 2006 - present
14. Running Away - September 2006 - November 2006
15. Even A Hero - November 2006 - present
16. Friday Night (cover of The Click Five) - March 2007

## Páginas externas
- Sítio oficial